# Belgian International 2018
Das Belgian International 2018 im Badminton fand vom 12. bis zum 15. September 2018 in Leuven statt.

## Sieger und Platzierte
| Disziplin    | Gold                        | Silber                          | Bronze                           |
| ------------ | --------------------------- | ------------------------------- | -------------------------------- |
| Herreneinzel | Toby Penty                  | Victor Svendsen                 | Subhankar Dey                    |
| Herreneinzel | Toby Penty                  | Victor Svendsen                 | Yang Chih-chieh                  |
| Dameneinzel  | Lin Ying-chun               | Rituparna Das                   | Irina Amalie Andersen            |
| Dameneinzel  | Lin Ying-chun               | Rituparna Das                   | Soraya de Visch Eijbergen        |
| Herrendoppel | Jacco Arends Ruben Jille    | David Daugaard Frederik Søgaard | Mathias Bay-Smidt Lasse Mølhede  |
| Herrendoppel | Jacco Arends Ruben Jille    | David Daugaard Frederik Søgaard | Lin Shang-kai Tseng Min-hao      |
| Damendoppel  | Delphine Delrue Léa Palermo | Mizuki Fujii Nao Ono            | Rachel Honderich Kristen Tsai    |
| Damendoppel  | Delphine Delrue Léa Palermo | Mizuki Fujii Nao Ono            | Eleanor O’Donnell Ciara Torrance |
| Mixed        | Jacco Arends Selena Piek    | Adam Hall Julie MacPherson      | Thom Gicquel Delphine Delrue     |
| Mixed        | Jacco Arends Selena Piek    | Adam Hall Julie MacPherson      | Ruben Jille Imke van der Aar     |